# Недзвецкий, Томаш
Томаш Недзвецкий (пол. Tomasz Niedźwiecki; род. 1994, Гожув-Велькопольски, Любушское воеводство, Польша) — польский боксёр-любитель и профессионал, выступающий в первой тяжёлой и в тяжёлой весовых категориях. Член национальной сборной Польши по боксу, бронзовый призёр чемпионата Европы (2022), чемпион Польши, многократный победитель и призёр международных и национальных турниров в любителях.

## Биография
Родился в 1994 году в городе Гожув-Велькопольски, в Любушском воеводстве, на западе Польши — в историческом регионе Любушская земля, которая долгое время была частью Пруссии, а впоследствии — Германии.

## Любительская карьера

### 2022—2023 годы
В мае 2022 года в Ереване (Армения) стал бронзовым призёром чемпионата Европы, в категории до 86 кг. Где он в четвертьфинале по очкам (5:0) единогласным решением судей победил черногорского боксёра Петара Лиешевича, но в полуфинале по очкам (0:5) проиграл армянину Рафаэлю Оганесяну, — который в итоге стал серебряным призёром чемпионата Европы 2022 года.
В феврале 2023 года стал бронзовым призёром в весе до 86 кг представительного международного турнира «Странджа» проходившего в Софии (Болгария), в полуфинале проиграв итальянцу Винченцо Лиззи, — в итоге ставшему серебряным призёром данного турнира.

## Профессиональная карьера
30 сентября 2022 года в городе Ломжа (Польша) начал профессиональную боксёрскую карьеру, единогласным решением судей (счёт: 59-55, 60-53 — дважды) победив опытного соотечественника Кшиштофа Ставярского (2-3).

## Статистика профессиональных боёв
В таблице перечислены результаты всех поединков боксёров.
В каждой строке указан результат поединка. Дополнительно номер поединка обозначен цветом, который обозначает итог поединка. Расшифровка обозначений и цветов представлена в нижеследующей таблице.
| Пример | Расшифровка                     |
| ------ | ------------------------------- |
|        | Победа                          |
|        | Ничья                           |
|        | Поражение                       |
|        | Планируемый поединок            |
|        | Поединок признан несостоявшимся |
| КО     | Нокаут                          |
| ТКО    | Технический нокаут              |
| PTS    | Решение судей (по очкам)        |
| UD     | Единогласное решение судей      |
| MD     | Решение большинства судей       |
| SD     | Раздельное решение судей        |
| RTD    | Отказ от продолжения боя        |
| DQ     | Дисквалификация                 |
| NC     | Поединок признан несостоявшимся |

| 1 поединок, 1 победа (0 нокаутом). | 1 поединок, 1 победа (0 нокаутом). | 1 поединок, 1 победа (0 нокаутом). | 1 поединок, 1 победа (0 нокаутом). | 1 поединок, 1 победа (0 нокаутом).             | 1 поединок, 1 победа (0 нокаутом). | 1 поединок, 1 победа (0 нокаутом).                         |
| Бой                                | Рекорд                             | Дата боя                           | Соперник                           | Место проведения боя                           | Раундов, Время                     | Примечание                                                 |
| ---------------------------------- | ---------------------------------- | ---------------------------------- | ---------------------------------- | ---------------------------------------------- | ---------------------------------- | ---------------------------------------------------------- |
| 1                                  | 1-0                                | 30 сентября 2022                   | Кшиштоф Ставярский (2-3)           | Hala Sportowa im. Olimpijczykow, Ломжа, Польша | UD 6 (6)                           | Счёт судей: 59-55, 60-53 (дважды). Профессиональный дебют. |